# HD 181433 c
HD 181433 c是一顆距離地球約87光年的太陽系外行星，位於孔雀座，母恆星是HD 181433。該行星質量至少是木星的0.64倍，軌道週期962日，軌道半長軸1.76天文單位。但它的軌道離心率相當高，因此和母恆星距離在1.27到2.25天文單位之間。François Bouchy 等人已經在《天文与天体物理学报》發表HD 181433行星系的論文。

## 外部連結
- . Exoplanets.   [2013-04-21]. （原始内容存档于2012-03-04）.